# Westelijke langstaarttok
De westelijke langstaarttok (Horizocerus albocristatus synoniemen: Tropicranus albocristatus, Tockus albocristatus of Berenicornis albocristatus) is een neushoornvogel die voorkomt in West-Afrika.

## Beschrijving
De witkuiftok is 65 tot 75 cm lang (staart: 43 cm ). Een groot lijkende zwart witte neushoornvogel met een zeer lange staart. Op de kop zitten witte veren die een fraaie, grote kuif vormen. De staartveren hebben witte uiteinden zodat er witte vlekken op de staart te zien zijn. De grote vleugeldekveren hebben ook witte uiteinden waardoor een witte band ontstaan over de vleugel. Vergeleken met de andere neushoornvogels is dit een betrekkelijk zwijgzame vogel die nogal teruggetrokken leeft in de dichtbegroeide delen van het regenwoud. De vogel zoekt vaak het gezelschap op van franjeapen om te foerageren op door de apen opgejaagde insecten.

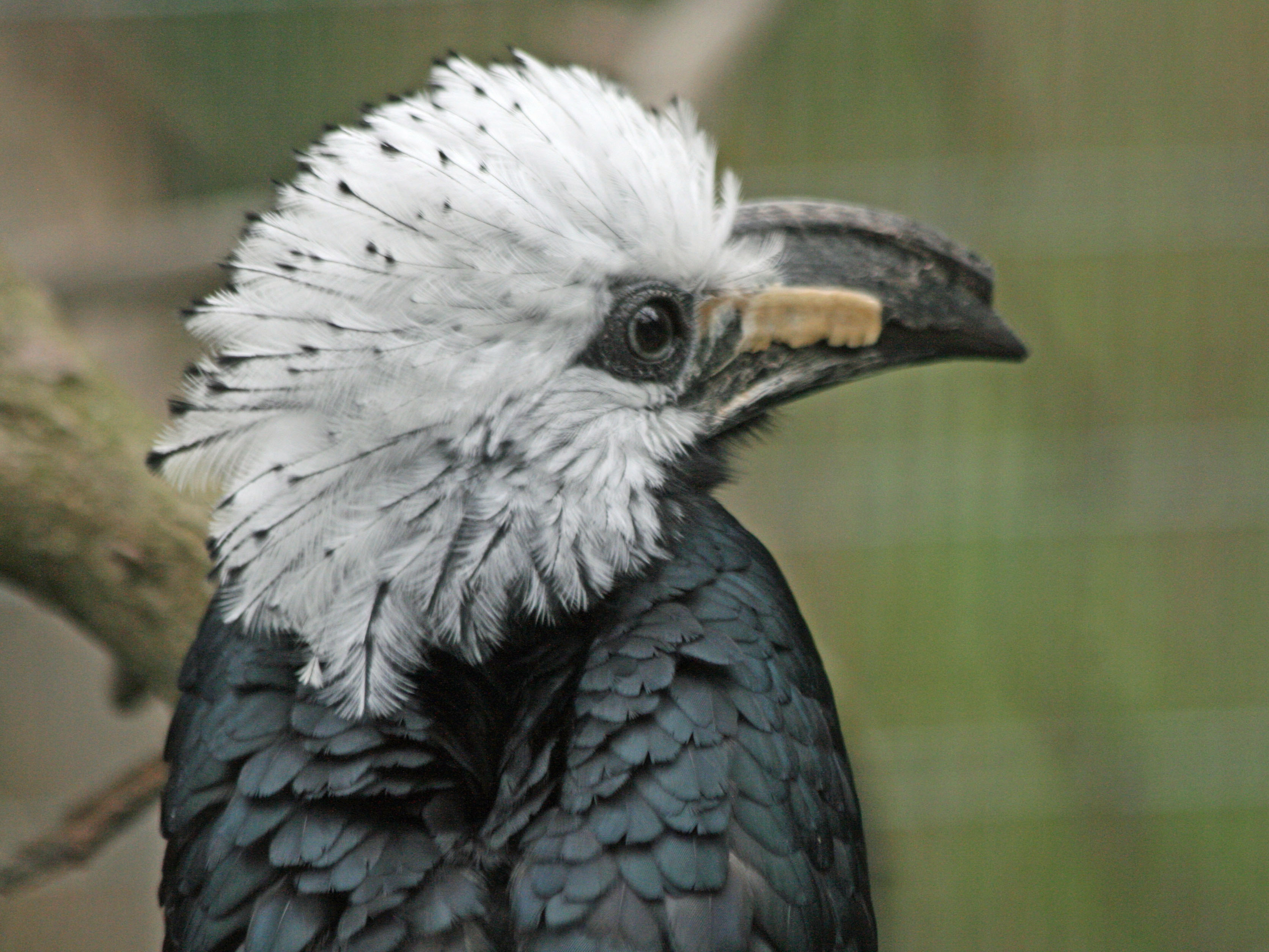
San Diego Zoo
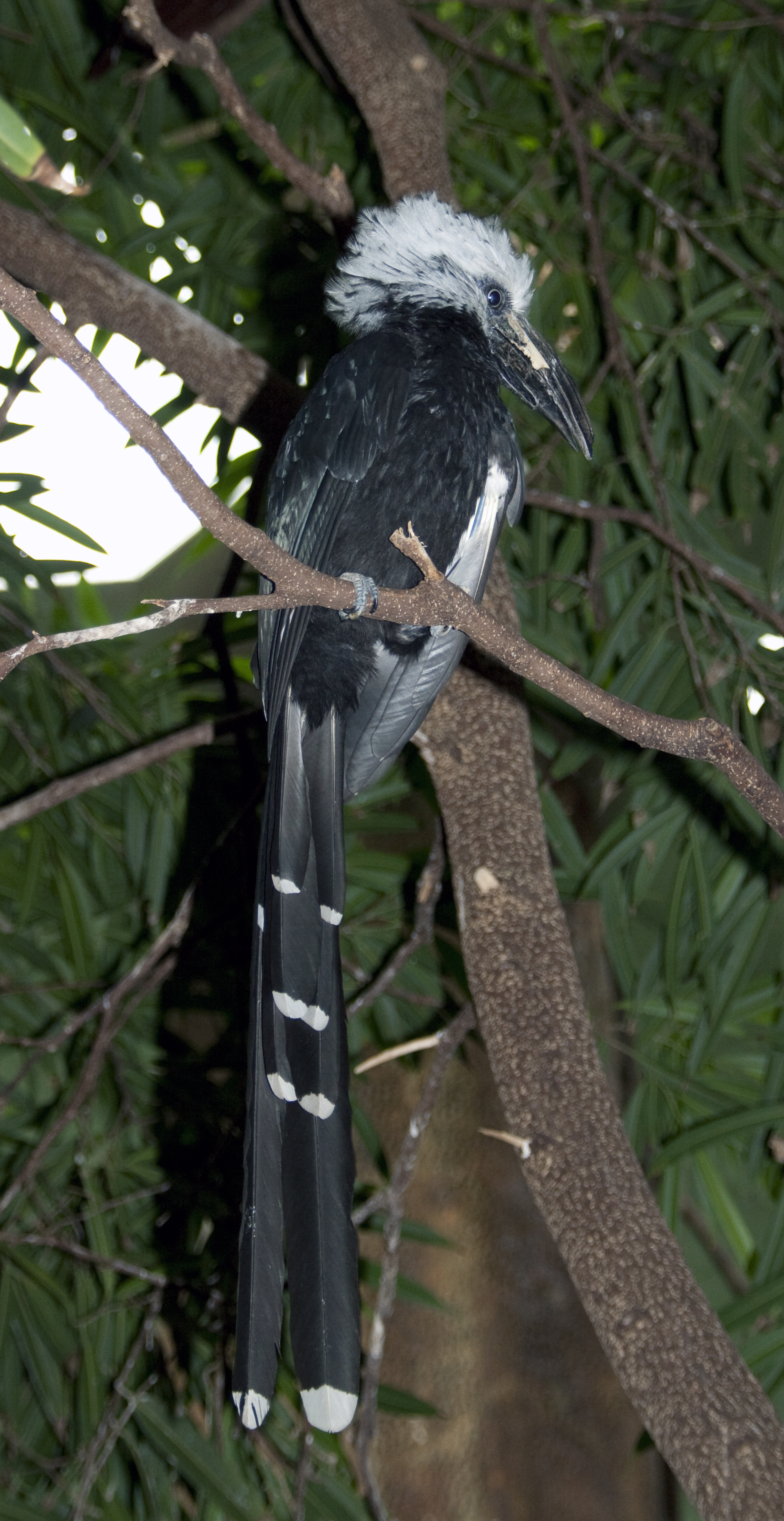
Central Park Zoo, USA

## Verspreiding en leefgebied
De westelijke langstaarttok komt West-Afrika. De leefgebieden zijn dichte bosgebieden en oud secundair bos.
De soort telt twee ondersoorten:
- H. a. albocristatus: van Guinee tot Ivoorkust.
- H. a. macrourus: van Ivoorkust tot Benin.

## Status
De grootte van de wereldpopulatie is niet gekwantificeerd. Plaatselijk komt de vogel nog algemeen voor. De soort gaat echter in aantal achteruit, maar het tempo ligt onder de 30% in tien jaar (minder dan 3,5% per jaar). Om deze redenen staat de westelijke langstaarttok als niet bedreigd op de Rode Lijst van de IUCN.